# 东营房乡
东营房乡，是中华人民共和国辽宁省本溪市本溪满族自治县下辖的一个乡镇级行政单位。

## 行政区划
东营房乡下辖以下地区：
东营坊村、宫家堡村、荒沟村、红土甸村、大阳村、洋湖沟村、新城子村和南营坊村。